# YaST
YaST (Yet another Setup Tool) — програмний пакет, що з'явився в дистрибутиві SuSE Linux як комерційне програмне забезпечення, а саме утиліта конфігурації  операційної системи і встановлення / оновлення пакунків з  ПЗ. На цей час розповсюджується за ліцензією GPL.
Конфігуратор YaST до 2013 року розвивався з використанням специфічної мови програмування YCP (YaST Control Programming Language) і підтримував консольний інтерфейс і GUI на базі Qt і GTK+. Використання нестандартної мови програмування заважало залученню до проєкту нових розробників, тому зрештою було вирішено переписати код проєкту звичнішою мовою. І у червні 2013 розробники openSUSE представили новий варіант системи управління конфігурацією YaST, повністю переписаний з використанням мови Ruby. Крім того, вже чинний вебконфігуратор WebYaST написаний на мові Ruby, тому використання Ruby і для десктоп-варіанту YaST сприятиме залученню вже готових напрацювань, спільному використанню загальних компонентів і тіснішої інтеграції проєктів.

## Можливості
Дистрибутиви openSUSE і SUSE Linux Enterptise оптимізовані під керування за допомогою YaST. Серед можливостей налаштування:

### Програмне забезпечення
- Управління ПЗ, онлайн-оновлення, оновлення з Patch CD, установка додаткових продуктів (за допомогою пакетного менеджера Zypper)
- Перевірка носія з ПЗ
- Патч поточного  ядра системи і створення на його основі ядра з підтримкою Xen

### Обладнання
- Bluetooth, звук, інфрачервоні пристрої
- IDE DMA режим
- Графічна плата та монітор
- Інформація про устаткування
- Контролер диска, принтер, сканер, TV-тюнер
- Миша, джойстик, розкладка клавіатури

### Система
- LVM, драйвери PCI пристроїв, Powertweak
- Відновлення системи, завантажувач (GRUB або LILO), завантажувальна дискета
- Резервне копіювання системи
- Редактор налаштувань, управління службами (Runlevel)
- Дата і час, управління електроживленням, мова
- Мережа (DSL, ISDN, Мережева карта, Модем, Факс, Автовідповідач)
- Мережеві служби (DNS, NTP,  NFS, Kerberos, Proxy, LDAP і т. д.)
- Управління користувачами і групами, налаштування  брандмауера
- Містить утиліту для захисту додатків під назвою Novell AppArmor. YaST має три графічні оболонки, написані на qt, gtk і ncurses, тобто його можна використовувати його, як з X-сервера, так і з  командного рядка . Ще YaST використовується безпосередньо для установки дистрибутиву. Існує також утиліта Autoyast для встановлення та налаштування системи за створеним образом.

## Виноски
1. ↑  YaST is being rewritten in Ruby; Geeko gets a nosejob. Архів оригіналу за 3 грудня 2013. Процитовано 6 червня 2013.
2. ↑  Используемый в SUSE и openSUSE конфигуратор YaST переписан на языке Ruby [Архівовано 9 червня 2013 у Wayback Machine.] // opennet.ru. 06.06.2013.